# 148 (číslo)
Sto čtyřicet osm je přirozené číslo. Následuje po číslu sto čtyřicet sedm a předchází číslu sto čtyřicet devět. Řadová číslovka je stočtyřicátýosmý nebo stoosmačtyřicátý. Římskými číslicemi se zapisuje CXLVIII.

## Matematika
Sto čtyřicet osm je
- nešťastné číslo.
- nepříznivé číslo.

## Chemie
- 148 je neutronové číslo druhého nejstabilnějšího izotopu plutonia a nukleonové číslo druhého nejméně běžného přírodního izotopu neodymu a současně třetího nejméně běžného přírodního izotopu samaria.[1]

## Doprava
- Silnice II/148 je česká silnice II. třídy na trase Lišov – Lomnice nad Lužnicí – Mláka.[2]

## Roky
- 148
- 148 př. n. l.